# Donji Neradovac
Donji Neradovac (en serbe cyrillique : Доњи Нерадовац) est un village de Serbie situé sur le territoire de la Ville de Vranje, district de Pčinja. Au recensement de 2011, il comptait 947 habitants.

## Démographie
| 1948 | 1953 | 1961 | 1971 | 1981 | 1991 | 2002 | 2011 |
| ---- | ---- | ---- | ---- | ---- | ---- | ---- | ---- |
| 492  | 502  | 482  | 445  | 489  | 552  | 633  | 947  |

|  |